# スーパーマリオ64 オリジナルサウンドトラック
『スーパーマリオ64 オリジナルサウンドトラック』は、NINTENDO 64用ゲームソフト『スーパーマリオ64』のサウンドトラック。1996年7月19日にポニーキャニオンから発売された。

## 概要
- NINTENDO 64用ゲームソフト『スーパーマリオ64』のサウンドトラック。ゲーム内で使用されているBGMは全て収録されている[2]。
- 作曲の近藤浩治による一部の楽曲の解説が記載されている。
- NINTENDO64サウンドシリーズ第1弾として発売された[2]。なお、第2弾となる『マリオカート64 オリジナルサウンドトラック』は1997年9月19日に発売[3]。その後もNINTENDO64サウンドシリーズは、第9弾『バンジョーとカズーイの大冒険 オリジナルサウンドトラック』が発売される1999年2月17日まで続いた。
- 任天堂のスタッフが直接CDの製作に携わった初の作品である[2]。
- 2020年9月に発売された『スーパーマリオ 3Dコレクション』にサウンドトラックモードとして収録されている[4]。
- スーパーマリオシリーズとしてのサウンドトラックは、非売品や記念盤を除くと『スーパーマリオ オデッセイ』まで発売されなかった。

## 収録曲
| 全作曲: 近藤浩治。 |                                                                    |       |            |      |
| #                  | タイトル                                                           | 作詞  | 作曲・編曲 | 時間 |
| 1.                 | 「「マリオだよ」」(ボイス：チャールズ・マーティネー)               |       | 近藤浩治   | 0:04 |
| 2.                 | 「タイトル」                                                       |       | 近藤浩治   | 3:31 |
| 3.                 | 「ピーチのメッセージ」                                             |       | 近藤浩治   | 0:08 |
| 4.                 | 「オープニング」                                                   |       | 近藤浩治   | 0:34 |
| 5.                 | 「メインテーマ」                                                   |       | 近藤浩治   | 2:22 |
| 6.                 | 「スライダー」                                                     |       | 近藤浩治   | 2:49 |
| 7.                 | 「ピーチのお城」                                                   |       | 近藤浩治   | 2:00 |
| 8.                 | 「無限階段」                                                       |       | 近藤浩治   | 0:27 |
| 9.                 | 「ウォーターランド」                                               |       | 近藤浩治   | 3:06 |
| 10.                | 「ファイアーバブル」                                               |       | 近藤浩治   | 2:43 |
| 11.                | 「さむいさむいマウンテン」                                         |       | 近藤浩治   | 2:58 |
| 12.                | 「テレサのホラーハウス」                                           |       | 近藤浩治   | 3:06 |
| 13.                | 「メリーゴーランド」                                               |       | 近藤浩治   | 1:01 |
| 14.                | 「どうくつ」                                                       |       | 近藤浩治   | 3:45 |
| 15.                | 「パックンフラワーの子守歌」                                       |       | 近藤浩治   | 2:19 |
| 16.                | 「無敵マリオ」                                                     |       | 近藤浩治   | 0:54 |
| 17.                | 「メタルマリオ」                                                   |       | 近藤浩治   | 0:54 |
| 18.                | 「ファイルセレクト」                                               |       | 近藤浩治   | 0:44 |
| 19.                | 「謎解き正解音」                                                   |       | 近藤浩治   | 0:05 |
| 20.                | 「キノピオのメッセージ」                                           |       | 近藤浩治   | 0:05 |
| 21.                | 「パワースター出現」                                               |       | 近藤浩治   | 0:08 |
| 22.                | 「レースファンファーレ」                                           |       | 近藤浩治   | 0:05 |
| 23.                | 「パワースターキャッチ」                                           |       | 近藤浩治   | 0:05 |
| 24.                | 「ゲームスタート」                                                 |       | 近藤浩治   | 0:04 |
| 25.                | 「コースクリア」                                                   |       | 近藤浩治   | 0:06 |
| 26.                | 「ゲームオーバー」                                                 |       | 近藤浩治   | 0:17 |
| 27.                | 「中ボス」                                                         |       | 近藤浩治   | 1:21 |
| 28.                | 「クッパのメッセージ」                                             |       | 近藤浩治   | 0:05 |
| 29.                | 「クッパへの道」                                                   |       | 近藤浩治   | 2:11 |
| 30.                | 「クッパのテーマ」                                                 |       | 近藤浩治   | 2:29 |
| 31.                | 「クッパクリアファンファーレ」                                     |       | 近藤浩治   | 0:05 |
| 32.                | 「クッパ3号」                                                      |       | 近藤浩治   | 2:51 |
| 33.                | 「クッパ3号クリア」                                                |       | 近藤浩治   | 0:28 |
| 34.                | 「エンディング」                                                   |       | 近藤浩治   | 1:16 |
| 35.                | 「スタッフロール」                                                 |       | 近藤浩治   | 3:27 |
| 36.                | 「パックンフラワーの子守歌（ボーナストラック）」(ピアノ：近藤浩治) |       | 近藤浩治   | 2:23 |
| 合計時間:          | 合計時間:                                                          | 50:56 |            |      |

## スタッフクレジット
| エグゼクティブプロデューサー               | 渡辺有三（ポニーキャニオン）、今西紘史（任天堂）           |
| ディレクター、ライナーノーツ               | 田中宏和（任天堂）                                         |
| A&R                                        | 臼井正樹（ポニーキャニオン）、松本慶明（ポニーキャニオン） |
| レコーディングディレクター                 | 西浦達雄（TOUCH UP）                                       |
| レコーディングエンジニア                   | 簗瀬哲（東通AVセンター）                                   |
| レコーディングエンジニアアシスタント       | 戸倉亜紀子（東通AVセンター）                               |
| レコーディングスタジオ、ミキシングスタジオ | 東通AVセンターEMAスタジオ                                  |
| アートディレクション、デザイン             | 大森康央（オフィスオオモリ）、岡本美和子（マルチーズ）     |
| アートコーディネーション                   | 小熊郁代（ポニーキャニオン）                               |
| サウンドエフェクト                         | 稲垣陽司                                                   |
| サウンドプログラム                         | 清水英明                                                   |
| フォトグラフィックコピーライト             | 任天堂                                                     |
| コピーライト                               | 任天堂                                                     |
| プレス                                     | メモリーテック                                             |
| 発売元                                     | ポニーキャニオン                                           |
| 販売元                                     | ポニーキャニオン                                           |